# 托马斯·特朗斯特罗姆
托马斯·约斯塔·特朗斯特罗姆（瑞典語：Tomas Gösta Tranströmer，1931年4月15日—2015年3月26日，出生于瑞典斯德哥尔摩）是当今瑞典最优秀的诗人之一，也是一个心理学家和翻译家。他著有诗集十余卷，并曾被翻译成三十多国的文字，特別是荷兰语、英语和匈牙利语。特朗斯特罗姆于1954年出版了他的第一本诗集《17首诗》，在瑞典诗坛引起轰动，成为20世纪五十年代瑞典诗坛上的一大亮点，成名以后陆续出版了诗集《途中的秘密》（1958）、《半完成的天空》（1962）、《音色与足迹》（1966）、《看见黑暗》（1970）、《小路》（1973）、《真理的障碍》（1978）及《野蛮的广场》（1983）、《为生者与死者》（1989）、《哀伤贡多拉》（1996）等，获得了多项国际及瑞典国内的文学类奖项，颇有国际影响。
特朗斯特罗姆曾多次被提名为诺贝尔文学奖的候选人，2011年終於獲獎，理由是「因為經過他那簡練、透通的意象，讓我們用嶄新的方式來體驗現實世界」。

## 生平
特朗斯特罗姆的父亲是一位记者，母亲是一位教师，两人离婚后他随母亲长大。一开始他想成为自然科学家或考古学家。中学毕业后他在斯德哥尔摩大学学心理学，1956年他毕业。此后四年中他留校研究历史、宗教和文学。后来他转到一个青少年拘留所做心理学家。
1965年他与夫人和孩子一起搬到斯德哥尔摩以西40千米处的小城韦斯特罗斯，并一直居住至今。此后，他获得了很高的声誉，以至于1997年当地政府建立了一个以他命名的特朗斯特罗姆文学奖。1980年特朗斯特罗姆退休，此前他在瑞典国家劳工部做工作方面的心理学家。
1954年特朗斯特罗姆首次发表了他的《17首诗》（17 dikter）。在这些诗中他还试写过白体诗，但后来他更喜欢自由诗。此后他于1958年和1966年又发表了两部书，在这两部书中他描写了到西班牙、巴尔干半岛、非洲和美国旅游的经历。音乐在他的诗中也起了非常重要的角色，比如他对爱德华·格里格的描写，或者他写访问博物馆的诗，比如《一个贝宁男人》是他看了维也纳民族艺术博物馆非洲艺术部分后的感受。
特朗斯特罗姆与美国诗人罗伯特·勃莱是好友，两人互相翻译对方的作品，并将对方的作品收录到自己的书里。
1990年特朗斯特罗姆患脑溢血使他的语言功能受到阻碍，但此后他又恢复过来了。1996年他发表的《哀伤贡多拉》（Sorgegondolen）尤其富有艺术性。特朗斯特罗姆也是一位业余音乐家，他会弹风琴和钢琴。他最后的诗集《巨大的谜》（Den stora gåtan）于2004年发表，内容有关死亡、其预兆和经验。

## 评价与影响
特朗斯特罗姆是公认的欧洲重要象征主义和超现实主义诗人。“诗人把自己耳闻目睹的一切——风、雨、日、月、天、地、人，通过个人文学与哲学的推动力及社会体验，熔铸成一个个独立的整体——诗歌。” 而被称为：“欧洲诗坛最杰出的象征主义和超现实主义大诗人。”1984年，《美国诗评》为托马斯·特兰斯特罗默评定诗坛级别，最终结果是：托马斯·特朗斯特罗姆是欧洲继波兰米沃什(Milose)、苏联布罗茨基(Brodsky)、爱尔兰希尼(Heaney)、意大利蒙塔莱(Montale)后，其中一位佼佼者。
托马斯·特朗斯特罗姆的诗非常紧密，他使用很少的字来表达非常强烈的感情。他使用许多联想的手段。由于他用词非常少，他在50年代就已经达到了日本俳句的要求。在这里词不是诗的组成部分，而是音节。
在结构上特朗斯特罗姆从一开始就使用大胆的比喻，自由的节奏和古诗的结构。他的用语比较温和，不强硬，他的风格简单，但节奏性非常强，通过令人意外的诗句和联想非常吸引人。
在内容上特朗斯特罗姆很少描写自然景象或抽象的哲学思考，他一般描写对日常生活的反想。在这里他既不描写对媒介报道的世界大事，也不描写内心的冲突，他集中在人与人之间交往的瞬间。德国电台评论他的诗“充满了味道、颜色、振动和杂音”。
从文学史的观点上来看他与保尔·瓦莱里的“纯诗”相近。他有点“为艺术而艺术”的味道，但超出了纯粹的完美主义，而是“心理地、逻辑地自问”。他的诗无法规入一个流派。

## 荣誉
托马斯获得的一些主要荣誉如下：
- 1966：贝尔曼奖（瑞典语：Bellmanpriset） (瑞典)
- 1981：Petrarca-Preis (德国)
- 1990：纽斯塔特国际文学奖 (美国)
- 1990：北欧理事会文学奖（北欧地区）
- 1991：瑞典学院北欧奖 (瑞典)
- 1992：霍斯特·比内克诗歌奖（德语：Horst-Bienek-Preis für Lyrik） (德国)
- 1996：Augustpriset, for Sorgegondolen (瑞典)
- 2003：Struga Poetry Evenings Golden Wreath (马其顿)
- 2007：The Griffin Trust, 终身成就奖 (Griffin Poetry Prize) (加拿大)
- 2011：诺贝尔文学奖 (瑞典)

## 作品

### 诗歌
- 《17首诗》（17 dikter, 1954）
- 《途中的秘密》（Hemligheter på vägen, 1958）
- 《半完成的天空》（Den halvfärdiga himlen, 1962）
- 《音色与足迹》（Klanger och spår, 1966）
- 《看见黑暗》（Mörkerseende, 1970）
- 《小路》（Stigar, 1973）
- 《波罗的海》（Östersjöar, 1974）
- 《真理的障碍》（Sanningsbarriären, 1978）
- 《野蛮的广场》（Det vilda torget, 1983）
- 《为生者和死者》（För levande och döda, 1989）
- 《哀伤贡多拉》（Sorgegondolen, 1996）
- 《监狱》（Fängelse, 2001）
- 《巨大的谜》（Den stora gåtan, 2004）

### 回忆录
- 《记忆看见我》（Minnena ser mig, 1993）